# Colonia Campesina, Chihuahua
Colonia Campesina är en ort i Mexiko.   Den ligger i kommunen Delicias och delstaten Chihuahua, i den nordvästra delen av landet, 1 200 km nordväst om huvudstaden Mexico City. Colonia Campesina ligger 1 193 meter över havet och antalet invånare är 2 365.
Terrängen runt Colonia Campesina är platt. Runt Colonia Campesina är det glesbefolkat, med 9 invånare per kvadratkilometer. Närmaste större samhälle är Ciudad Delicias, 7,8 km nordost om Colonia Campesina. Trakten runt Colonia Campesina består till största delen av jordbruksmark.